# Eparchia di Solikamsk

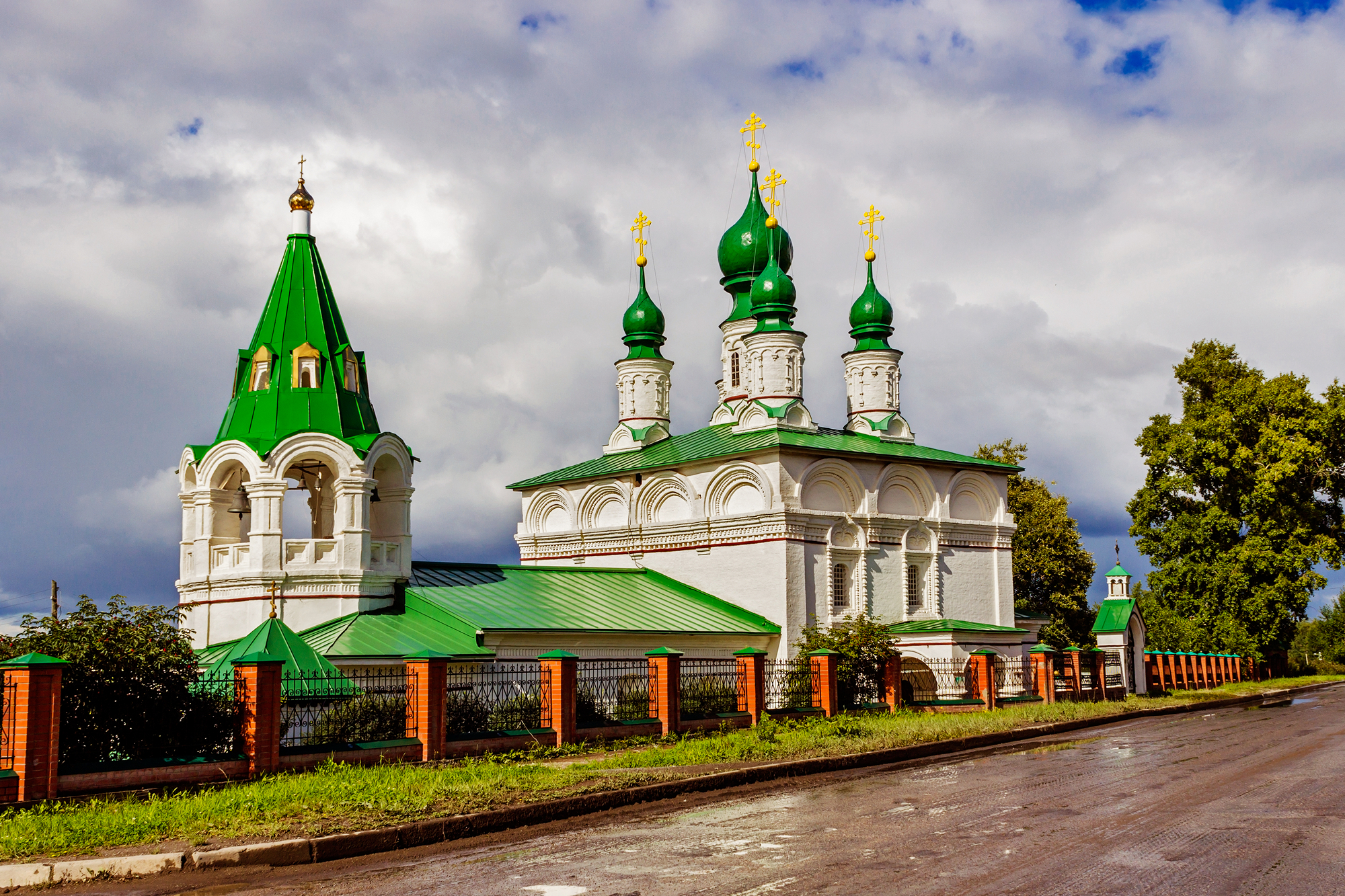
La cattedrale della Trasfigurazione di Solikamsk.

L'eparchia di Solikamsk (in russo Соликамская епархия?) è una diocesi della Chiesa ortodossa russa, appartenente alla metropolia di Perm'.

## Territorio
L'eparchia comprende le città di Berezniki, Aleksandrovsk, Gremjačinsk, Gubacha, Kisel, Solikamsk, Čusovoj, e i rajon Gornozavodskij, Krasnovišerskij, Solikamskij e Čerdynskij nel territorio di Perm'.
Sede eparchiale è la città di Solikamsk, dove si trova la cattedrale della Trasfigurazione.
L'eparca ha il titolo ufficiale di «eparca di Solikamsk e Čusovoj».

## Storia
L'eparchia è stata eretta dal Santo Sinodo della Chiesa ortodossa russa il 19 marzo 2014, ricavandone il territorio dall'eparchia di Perm', e contestualmente è entrata a far parte della metropolia di Perm'.